# Paul Häusler (Maler)
Paul Häusler (* 13. April 1925 in Münnichwies; † 19. Juli 2005) war ein deutscher Maler und Grafiker.

## Leben und Werk
Nach einer Lehrausbildung als Kraftfahrer war Häusler von 1934 bis 1946 im Krieg und in Kriegsgefangenschaft. 1947 bis 1950 studierte er bei Fritz Dähn, Heinz Trökes und Mac Zimmermann an der Hochschule für Baukunst und Bildende Künste Weimar. 1950/51 war er an der Akademie der Künste Berlin Meisterschüler bei Heinrich Ehmsen und 1952 bis 1953 studierte er bei Fritz Dähn an der Hochschule für Bildende Künste Dresden. Dort war er danach bis 1957 als Assistent bei Erich Fraaß Lehrer im Grundlagen-Studium. Ab 1957 arbeitete er als freischaffender Maler und Grafiker in Dresden, ab 1965 in Riesa und nach dem Tod seiner Frau, der Malerin Margret Häusler, ab 1993 in Diesbar-Seußlitz.
Häusler schuf vor allem Tafelbilder und bis in die 1980er Jahre auch architekturbezogene Kunst. Die Arbeiten der 1950er und 1960er Jahre sind typische Beispiele eines künstlerisch anspruchslosen „Sozialistischen Realismus“.
In Riesa gehörte er zu den Mitbegründern der Genossenschaft Bildender Künstler. Er hatte dort einen Fördervertrag mit dem Stahl- und Walzwerk Riesa und leitete u. a. Kunstzirkel im Klubhaus „Joliot Curie“.
Häusler war Mitglied im Verband Bildender Künstler der DDR und von 1953 bis 1968 auf allen Deutschen Kunstausstellungen in Dresden vertreten.

## Werke (Auswahl)
- Enthüllung der Grabsteine (Tafelbild, Öl; ausgestellt 1958/1959 auf der Vierten Deutschen Kunstausstellung)[2]
- Schmelzer (Tafelbild, Öl; 1959; ausgestellt 1962/1963 auf der Fünften Deutschen Kunstausstellung)[3]
- Die Patenklasse im Betrieb (Tafelbild, Öl; 1962; ausgestellt 1962/1963 auf der Fünften Deutschen Kunstausstellung; im Bestand der Dresdener Galerie Neue Meister)[4]
- Porträt R. Zschukelt, Betriebsratsvorsitzender des Stahlwerkes Riesa 1945 (Tafelbild, Öl; 1976; ausgestellt 1967/1968 auf der VI. Deutschen Kunstausstellung)[5]

## Einzelausstellungen (Auswahl)
- 1982 Elsterwerda, Kleine Galerie (mit Margrit Häusler)
- 1984 Riesa, Kleine Galerie im „Hans-Grundig-Klub“
- 1988 Elsterwerda, Kleine Galerie (mit Margrit Häusler)